# Metrogas (Argentina)
MetroGAS o Metrogas (BCBA: METR) es una empresa privada que opera en Argentina dedicada a la distribución del servicio de gas natural, tarea anteriormente en manos de la estatal Gas del Estado. La empresa fue creada el 24 de noviembre de 1992 y comenzó sus operaciones el 29 de diciembre de ese mismo año.
MetroGAS brinda el servicio de distribución a 2,4 millones de clientes dentro de su área de servicio, de los cuales el 61% se encuentra en la Ciudad Autónoma de Buenos Aires.

## Historia
En 1990 es lanzado un plan de privatizaciones masivas por parte del Ministro Domingo Cavallo,que  significaron la privatización o concesión de la mayoría de las empresas públicas argentinas, incluyendo a Gas del Estado, aprobada el 26 de marzo de 1992. El 28 de diciembre de ese año se consumó la privatización, dividiéndose Gas del Estado en once sociedades privadas con mayoría de capitales extranjeros, nueve de distribución y dos de transporte por gasoductos. Cuando se concretó la venta de la empresa estatal se realizó por menos de la décima parte de su valor, estimado en más de 25 mil millones de dólares.
La gestión privada estuvo  caracterizada por las subas de tarifas y la desinversión. La empresa acumuló deudas millonarias luego de haber atravesado por la crisis financiera entre años 2008 y 2009.
El 21 de diciembre de 1992 mediante el decreto N.º 2.459/92, el área de concesión comprende la ciudad de Buenos Aires y a once partidos del sur y el sudoeste del área metropolitana, abasteciendo a más de dos millones de clientes, lo que representa el 19% del mercado de gas natural del país.
La empresa acumuló deudas millonarias luego de haber atravesado por la crisis financiera entre años 2008 y 2009. La gestión privada también se caracterizó por falta de mantenimiento de la infraestructura y múltiples cortes y desabastecimientos en el servicio.
El 17 de junio de 2010 el Gobierno Nacional decidió intervenir a la distribuidora luego de que la empresa llamara a convocatoria de acreedores por no poder hacer frente a un vencimiento de deuda por 20 millones de dólares. El Ministerio de Planificación Federal informó que la intervención de la empresa se debió a que no cumplió "con sus obligaciones financieras" y "a los efectos de garantizar la normal prestación del servicio público”. Ante la pérdida millonaria de la empresa privada y sus graves deficiencias en el servicio, la estatal YPF decidió comprar la compañía. El 19 de abril del 2013, el ENARGAS (Ente Nacional Regulador del Gas), aprobó la compra por parte de YPF de las acciones restantes de la compañía, tomando control de Metrogas el 6 de mayo.
En 2016 un reporte elaborado por el Observatorio de la Energía, Tecnología e Infraestructura para el Desarrollo demostró que incremento en las tarifas y la desregulación del sector hidrocarburífico no estuvieron acompañadas por una expansión en la cobertura de la red de gas, en 2016 cambio de política hacia el sector o se hubo una caída interanual del 19,4 por ciento en la incorporación de usuarios (respecto de 2015) y en el sector fabril no sólo no se incorporaron usuarios industriales sino que entre enero y julio se dieron de baja de la red 2496 fábricas. Durante los primeros siete meses de 2017 se incorporaron 45 808 usuarios a la red de gas, la peor marca desde 2002 y la segunda más baja desde 1993. Los datos oficiales el Enargas dan cuenta de una caída del 51 por ciento frente a los niveles registrados en 2015. La cifra representa la caída anual más abrupta en toda la serie disponible en las bases de datos oficiales.
En agosto del 2017 se anunció su privatización con la planeada venta del 70% de su paquete accionario por cerca de mil millones de dólares.Sin embargo, esto no sucedió debido a la crisis económica.